# Keb' Mo'
Kevin Roosevelt Moore, más conocido como Keb' Mo' es un cantante, guitarrista y compositor de blues estadounidense afincado en Nashville (Tennessee). Hasta la fecha ha sido galardonado con cinco Premios Grammy.

## Biografía
Kevin Roosevelt Moore nació en Los Ángeles el 3 de octubre de 1951 en el seno de una familia de origen sureño. Sus padres, de Luisiana y Texas eran aficionados a la música Góspel y al Blues, por lo que desde muy joven se interesó por la música y ya de adolescente se había convertido en un experto guitarrista. A los 21 años, Moore se unió a una banda de R&B que más tarde fue contratada para acompañar de gira a Papa John Creach, violinista excomponente de Jefferson Airplane. Con Creach llegó a grabar tres álbumes "Filthy!", "Playing My Fiddle for You", "I'm the Fiddle Man" y "Rock Father". En 1975 coescribió junto a Papa John Creach el tema instrumental "Git Fiddler", que aparece en el álbum "Red Octopus" de Jefferson Starship.
Kevin Moore debutó en solitario en 1980 con "Rainmaker". En 1983 se unió como guitarrista a la banda de Monk Higgins donde coincidió con un gran número de músicos de blues que aumentaron su entendimiento del género. Posteriormente se unió a un grupo vocal llamado the Rose Brothers. En 1994 volvió de nuevo a los estudios, tras catorce años, para grabar ya como Keb' Mo' su segundo trabajo, un álbum homónimo que contó con dos versiones del mítico bluesman Robert Johnson, "Come On In My Kitchen" y "Kind Hearted Woman Blues" así como once temas propios. En la serie documental The Blues de Martin Scorsese, Keb' Mo' comentó que Robert Johnson había sido su mayor influencia. 
En 1996 lanzó "Just Like You" un álbum que fusiona Rock y Delta blues que le valió su primer Premio Grammy. El de junio de 1997, Moore actuó en el programa de televisión "Sessions at West 54th" acompañado por una serie de músicos de blues entre los que destacó la figura del pianista Dr. John. La actuación fue lanzada en DVD en 2000 bajo el nombre de Sessions at West 54th: Recorded Live in New York. En 1998, Keb' Mo' participó en el proyecto "Begegnungen (Encuentros)" del músico alemán Peter Maffay donde interpretaron juntos una nueva versión del tema "Am I wrong".
"Slow Down", su siguiente álbum, publicado en 1998 le valió su segundo Premio Grammy. Compuesto de doce canciones, la primera de las cuales "Muddy Water" sirve de homenaje al célebre bluesman Muddy Waters.  Su quinto álbum, "The Door" fue publicado en 2000 por el que fue nominado al Grammy al mejor álbum de blues. Ese mismo año publica "Big Wide Grin", un álbum destinado al público infantil. En 2001 aparece en un episodio del programa Sesame Street acompañando a la Rana Gustavo, Coco y Elmo interpretando la canción "Everybody Be Yo'self".
En 2003, Martin Scorsese produjo la serie documental The Blues, una serie de siete películas sobre la historia de la música Blues dirigidas por diferentes directores cinematográficos en colaboración con numerosos músicos de Blues. Junto a los documentales se publicaron una serie de álbumes recopilatórios en los que participó Keb' Mo'.
El 10 de febrero de 2004 publicó "Keep It Simple" que le valió su tercer Premio Grammy al mejor álbum de Blues del año. Ese mismo año publicó su séptimo álbum de estudio, "Peace... Back by Popular Demand".
El 13 de junio de 2006, Moore publicó "Suitcase" y el 20 de octubre de 2009, el álbum en directo Live & Mo'.
En el Crossroads Guitar Festival de 2010, Keb' Mo' realizó una actuación acústica con Stefan Grossman y otra eléctrica junto a Vince Gill, Albert Lee, James Burton, Earl Klugh y Sheryl Crow.
El 2 de agosto de 2011, Keb' Mo' publica "The Reflection" y el 21 de febrero de 2012 es invitado a actuar en la Casa Blanca en un evento titulado "In Performance at the White House: Red, White and Blues", junto a otras celebridades como B.B. King, Jeff Beck, Buddy Guy, Warren Haynes, Mick Jagger, Susan Tedeschi y Derek Trucks. 
Durante la primera noche de actuaciones en el Crossroads Guitar Festival de 2013, Keb' Mo' actuó junto a Booker T. Jones, Steve Cropper, Blake Mills, Matt Murphy y Dan Aykroyd. La segunda noche del festival actuó junto a Taj Mahal.
En 2014 publicó "BLUESAmericana", ganador del Mejor Álbum de Blues Contemporáneo en los Blues Music Awards.
En junio de 2019, Keb' Mo' lanzó un álbum de estudio, Oklahoma, que contó con la colaboración de músicos como Rosanne Cash, Jaci Velásquez, Robert Randolph y Taj Mahal, así como un dúo con su esposa Robbie Brooks Moore. Durante ese verano estuvo de gira por Europa, incluyendo una actuación en el Festival de Glastonbury en junio de 2019, seguido de fechas en el Reino Unido y Europa en julio de 2019. En 2020 fue galardonado con el premio Grammy al "Mejor Álbum Americana" por Oklahoma.

## Equipamiento
Keb' Mo'posee un gran número de guitarras, incluyendo guitarras eléctricas, guitarras acústicas y guitarras con resonador. Tiene preferencia por el color rojo, su primer guitarra fue de ese color. Generalmente suele tocar con una Fender Stratocaster modificada con dos pastillas single coil y una humbucker.  En el escenario prefiere una guitarra Hamer roja con pastillas Gibson P-100. Dos de sus guitarras se perdieron durante las innundaciones de Nashville en 2010, una Epiphone Sheraton y una Danelectro Selectomatic.
También posee una Gibson hecha especialmente para el por James Goodall, una National Style N, una National Resorocket o una Gibson ES-335 con resonador y pastillas P-90.

Más reciente, ha agregado una Gretsch Electromatic 5620T, la cual usa en varias de sus presentaciones en vivo.Gretsch 5620T, la cual usa en varias de sus presentaciones en vivo.

## Discografía
- Rainmaker (1980)
- Keb' Mo' (1994)
- Just Like You (1996)
- Slow Down (1998)
- The Door (2000)
- Sessions at West 54th: Recorded Live in New York (2000)
- Big Wide Grin (2001)
- Martin Scorsese Presents the Blues: Keb' Mo' (2003)
- Keep It Simple (2004)
- Peace... Back by Popular Demand (2004)
- Suitcase (2006)
- Live and Mo' (2009)
- The Reflection (2011)
- BLUESAmericana (2014)
- Oklahoma (2019)